# Хакуч
Хакуч (адыг. Хьакӏуцу) — ныне не существующий горный аул, центральное поселение адыгов-хакучинцев. Сейчас на месте аула находится одноимённое урочище. Находился на территории современного Кировского сельского округа муниципального образования город-курорт Сочи  Краснодарского края России.

## География
Аул располагался в верховьях реки Псезуапсе, недалеко от впадения реки Хакучипсе и Гастагакей (Гости-кей), а также притоков (из-за чего у реки здесь достаточно широкая пойма), у подножия Главного Кавказского хребта и вершин Грачёв Венец, Стагоко, Чичиакли; хребта Аутль. Ближайшими населёнными пунктами с постоянным населением являются район 30-й километр в Марьино вниз по Псезуапсе (около 15 км к юго-западу), а также село Тубы (около 13 км к северу) по другую сторону хребта (через заброшенный армянский хутор), куда есть дорога через перевалы Хакуч (Тубинский) и Грачевский. Из заброшенных населённых пунктов рядом — посёлки Грачёво, Кешкей и Кичикей.

## История
Аул получил название от этнонима Хакучи — шапсугского общества адыгов, проживающего здесь издавна до конца Кавказской войны. Аул был центром этого сообщества. Хакучинцы говорили на хакучинском диалекте адыгского языка, схожего с шапсугским. С середины 19 века в эти труднодоступные горные местности стекалось большое количество населения — адыгские беженцы, беглые казаки и солдаты. Из-за своей труднодоступности здесь произошли одни из последних боёв войны (частично — уже после окончания войны), закончившихся, несмотря на упорное сопротивление, почти полным выселением коренного населения в Турцию. Часть населения бежало и впоследствии вернулось, а часть была выселена в низовья Кубани (там был основан аул Хакуч-Хабль (адыг. Хьакӏуцухьаблэ) на месте современного села Сергиевского (Адыгея), жители которого впоследствии оттуда выселились). К концу века адыгам было разрешено вернуться на эти пустующие земли, поэтому аул возродился. Аул упоминается на Пятивёрстной карте Кавказа 1926 года, но отсутствует на предыдущей карте 1877 года. Окрестности аула были одной из целей наступающих немецких войск во время ВОВ, поэтому близлежащие перевалы было приказано охранять; к югу от перевала Хакуч был расположен полевой госпиталь. Аул ещё упоминается на картах РККА 1940 года и карте Кавказского края 1941—1948 годов, а также Американской карте европейских дорог 1964 года, однако упоминания о нём после этого отсутствуют (в частности, его уже нет на топографической карте СССР 1984 года).

## Топографические карты
- Лист карты K-37-8-B.